# عائلة مالافوليا

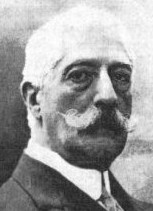
جوفاني فرجا

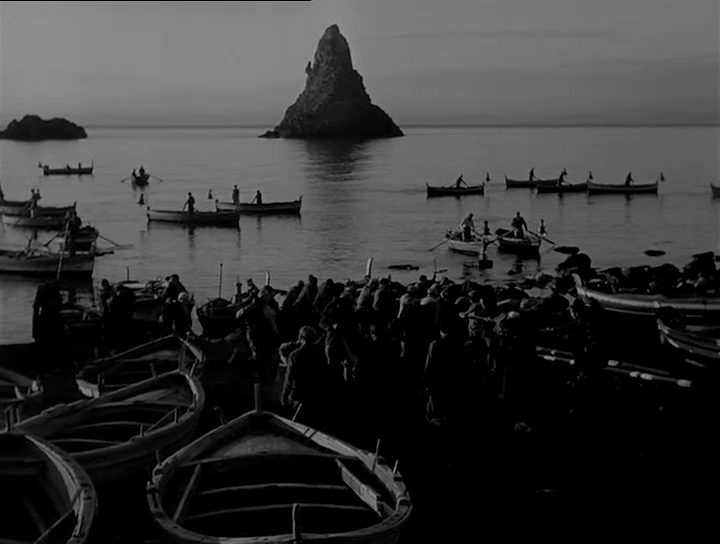
مشهد من فيلم لا تيرا تريما المقتبس من رواية عائلة مالافوليا

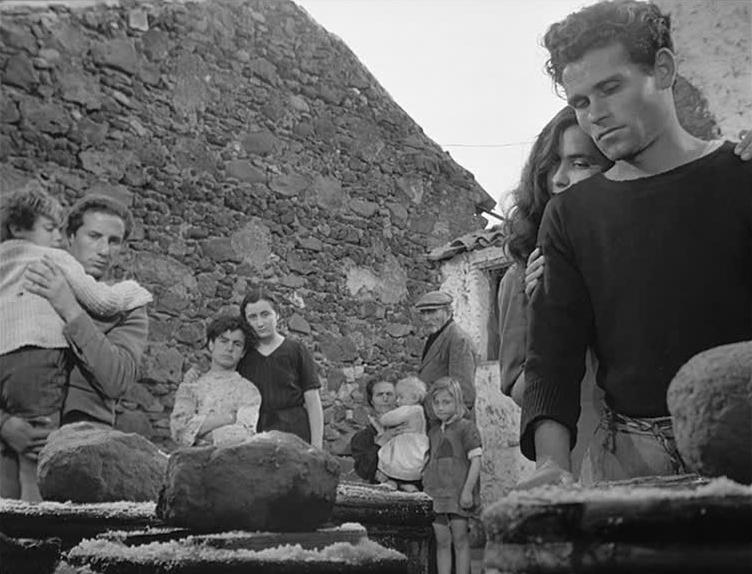
مشهد من فيلم لا تيرا تريما المقتبس من رواية عائلة مالافوليا

عائلة مالافوليا (بالإنجليزية: I Malavoglia)‏ (بالإيطالية: I Malavoglia)‏ رواية من تأليف جوفاني فرجا وتم تأليفها عام 1881 تبدأ الرواية بوصف لعائلة بطل الرواية، التي تعيش في قرية لصيد الأسماك على الساحل الشرقي لصقلية، على بعد بضعة كيلومترات شمال كاتانيا. وثروة العائلة الوحيدة هي «بيت المشملة» أو بيت عائلة مالافوليا، الذي يسكنوها ويملكوها، بالإضافة إلى القارب المسمى "بروفيدنسا"، المصدر الوحيد لدخل الأسرة للصيد من خلاله.
وتهتز الأسرة عندما يضطر نتوني الصغير بطل القصة حفيد نتونى الكبير إلى الذهاب للتجنيد، لأن الصبي كان يمثل مصدر عمل ورزق لهم لمواجهة الصعوبات الاقتصادية، ثم تتوالى الاحداث وتغرق سفينة الصيد هذه وبها شحنة ترمس مما يجعلهم يخسرون الذين ماتوا على متنها بالإضافة إلى الاستدانة لدفع ثمن شحنة الترمس التي كانت عليها ولم يسددوا ثمنها ويضطروا إلى رهن البيت لتسديد ثمن الشحنة.
ويعود نتونى الحفيد بطل القصة ليعاونهم على العمل وتوفير نقود لفك رهن البيت والعمل من اجل تزويج اخواته أيضا ولكنه يصاب بالإحباط الشديد برغم من تشجيع جده نتونى الكبير له ومحاولة تصويب افكاره الخاطئة ويتساءل لماذا خلق الله أناس تسعد بالرفاهية والنعيم واناس اخرين تشقى طوال حياتهم ويحاول ان يسلك طرق غير شريفة للحصول على المال والمتعة بل والراحة أيضا ولكن المأسى والنوائب تزداد عليهم ويدمن نتونى الشرب وينتهى به المطاف إلى السجن لطعنه ظابط بوليس وموت الجد واستمرار البؤس وسوء الحظ إلى نهاية الرواية.
ولقد تم عمل عدة أفلام مقتبسة من رواية عائلة مالافوليا مثل فيلم لا تيرا تريما.
وصدرت لها ترجمة بالعربية عام 2020، عن دار المسك للنشر والتوزيع، مصر، ترجمة ياسر شرف تحت عنوان رواية عائلة مالاقوليا.

## وصلات خارجية
- رواية عائلة مالافوليا مترجمة على موقع Goodreads (العربية)
- روابط ل رواية عائلة مالافوليا (الايطالية)
- http://www.fondazioneverga.it/ (الايطالية)
- http://www.classicistranieri.com/giovanni-verga-i-malavoglia-concordanze-per-forma-a-cura-di-valerio-di-stefano.html (الايطالية)
- https://digilander.libero.it/bepi/mala/malavoglia.htm (الايطالية)